# Prichard Colón
Prichard Colón Meléndez (né le 19 septembre 1992 à Maitland, en Floride au États-Unis) est un boxeur professionnel américano-portoricain, champion du monde honoraire WBC et médaillé d'or au Championnat panaméricain des jeunes de 2010 dans la catégorie des 64 kg. Après un match en 2015 contre Terrel Williams, au cours duquel il a été frappé à plusieurs reprises à l'arrière de la tête, Colón s'est effondré dans les vestiaires et est resté dans le coma pendant 221 jours en raison d'une hémorragie cérébrale. Il était alors dans un état végétatif persistant et incapable de parler. Il a finalement été libéré de l'hôpital et suit actuellement une physiothérapie et est désormais capable de communiquer et de marcher par ses propres moyens.

## Carrière

### Premières années et carrière amateur
Prichard Colón est né à Maitland, en Floride. Ses parents sont Richard et Nieves Colón, une serveuse à la retraite. À l'âge de 10 ans, son père décide de déménager à Porto Rico pour que Colón puisse représenter l'île dans les compétitions. Il s'y installe avec sa sœur cadette, tandis que sa mère et son frère aîné restent en Floride. La famille s'installe dans la ville rurale d'Orocovis, à Porto Rico. Colón a commencé sa carrière à l'Albergue Olímpico de Salinas, à Porto Rico. C'est là qu'il a gagné le surnom de "Digget", qui vient du mot "digger" en rapport avec sa taille. Après avoir obtenu son diplôme d'études secondaires, Colón a commencé à étudier l'administration des affaires à l'Universidad del Sagrado Corazón de San Juan, à Porto Rico.
Au cours de sa carrière amateur, Colón est devenu célèbre en remportant 5 championnats nationaux dans les divisions des 141 et 152 livres. Il a également remporté la médaille d'or au Championnat panaméricain des jeunes de 2010 dans la catégorie des 64 kg. Il a combattu aux pré-Olympiques du Brésil pour obtenir un laissez-passer pour les Jeux olympiques d'été de 2012 à Londres, mais a perdu contre un combattant vénézuélien, Gabriel Maestre, au troisième tour. En 2012, Colón a décidé de devenir combattant professionnel. Il a terminé sa carrière amateur avec un record de 170-15.

### Carrière professionnelle
Colón a fait ses débuts professionnels le 23 février 2013. Son premier combat a eu lieu contre Xavier La Salle au Cosme Beitía Salamo Coliseum de Cataño, à Porto Rico. Colón a mis KO LaSalle au premier round. Colón s'est distingué par son emploi du temps chargé. Il a combattu cinq fois en 2013 et sept fois en 2014. Son combat le plus notable a eu lieu le 9 septembre 2015, lorsqu'il a combattu contre Vivian Harris, un combattant plus expérimenté. Le combat a eu lieu au Coca-Cola Coliseum de Toronto et s'est terminé par un KO de Colón sur Harris au quatrième round.
Le 17 octobre 2015, Colón devait affronter Terrel Williams dans un combat de sous-carte à l'EagleBank Arena de Fairfax, en Virginie. Le combat ne faisait pas partie du programme à l'origine, mais a été ajouté lorsque Andre Dirrell s'est retiré de son combat contre Blake Caparello pour des raisons médicales. Le combat a eu lieu juste un mois après le dernier combat de Colón contre Vivian Harris, et a marqué la fin de la carrière de combattant professionnel de Colón.

### Lésion cérébrale
Colón et Williams se sont affrontés pendant neuf rounds, au cours desquels Colón semblait avoir l'avantage. Tout au long du match, Williams a frappé Colón à plusieurs reprises à l'arrière de la tête, bien que ce type de coup soit illégal. Pendant le combat, Colón a informé à plusieurs reprises l'arbitre, Joe Cooper, des coups illégaux à l'arrière de sa tête. Cependant, l'arbitre a rejeté les supplications de Colón et lui a dit : Prends-en soin. Colón a frappé Williams avec un coup bas, pour lequel Colón a été pénalisé de deux points. Après plusieurs coups illégaux, Colón a été mis au sol pour la première fois de sa carrière professionnelle au cours du neuvième round. Colón a parlé au médecin du ring entre les rounds et a déclaré qu'il se sentait étourdi, mais qu'il pensait pouvoir continuer. Le médecin du ring, Richard Ashby, pensait que Colón allait se secouer et l'a autorisé, permettant au combat de continuer. Colón a été disqualifié après le neuvième round, lorsque son coin a retiré ses gants par erreur en pensant que c'était la fin du combat. Le coin de Colón a prétendu qu'il était incohérent et qu'il souffrait de vertiges. Colón a été aidé jusqu'au vestiaire par sa mère, après quoi il a vomi et s'est effondré. Colón a ensuite été transporté à l'hôpital en ambulance et on lui a diagnostiqué un hématome sous-dural du côté gauche mesurant 1,5 cm de diamètre avec un décalage de la ligne médiane de 1,2 cm. Une craniectomie d'urgence a été réalisée pour réduire le gonflement du cerveau et évacuer l'hématome. En conséquence, Colón est tombé dans le coma pendant 221 jours.
Colón a été soigné pendant plusieurs semaines à l'hôpital Inova Fairfax en Virginie, mais a finalement été transféré au Shepherd Center d'Atlanta, en Géorgie. Colón a été transféré de l'hôpital au domicile de sa mère à Orlando, en Floride. En avril 2017, Colón était resté dans un état végétatif persistant. En 2017, les parents de Prichard Colón ont intenté une action en justice pour obtenir des dommages et intérêts du médecin du ring et des promoteurs pour plus de 900 millions de dollars. Le procès n'a toujours pas été réglé en 2024 et n'a jamais été porté devant un tribunal, la mère de Prichard Colón, Nieves Colón, pense qu'il pourrait ne jamais être réglé.
Dans une interview de septembre 2017, alors qu'il évoquait son rôle dans la blessure de Colón, Williams a déclaré : « Je prie pour Prichard tous les jours. Cela ne changera jamais. Je ne lui souhaite que la paix et la santé. Personne ne veut que ce qui est arrivé à Prichard arrive à qui que ce soit. Tous les boxeurs sont frères. » Williams est désormais surtout connu pour son rôle dans le combat, par opposition à sa carrière. En juillet 2018, la mère de Colón a publié une vidéo de Colón sur son compte Facebook dans laquelle on peut le voir suivre une thérapie physique et répondre à des commandes verbales. Elle a également déclaré qu'il apprenait à communiquer via un ordinateur. En 2023, sa famille, en particulier sa mère Nieves, continue de travailler avec lui pendant que Colón poursuit sa rééducation. Il n'a pas retrouvé la parole en 2023.